# Acraea stenobea
Acraea stenobea là một loài bướm ngày thuộc họ Nymphalidae. Nó được tìm thấy ở tây nam châu Phi, Botswana, Zimbabwe, Transvaal và Nhà nước Tự do Orange.
Sải cánh dài 48–55 mm đối với con đực và 50–56 mm đối với con cái. Con trưởng thành bay quanh năm ở các vùng khí hậu ấm, đỉnh điểm in tháng 9 và từ tháng 3 đến tháng 5.